# بيدلي (كامبريدجشير)
بيدلي (بالإنجليزية: Pidley)‏ هي قرية تقع في المملكة المتحدة في كامبريدجشير.